# Babànovka
Babànovka (en rus: Бабановка) és un poble de l'óblast de Saràtov, a Rússia, segons el cens del 2010 no tenia cap habitant. Pertany al districte municipal de Saràtov.